# Kràsnie Búitsi
Kràsnie Búitsi (en rus: Красные Буйцы) és un poble de l'óblast de Tula, a Rússia, segons el cens del 2010 tenia 101 habitants.